# Tom Spencer Vaughan Phillips

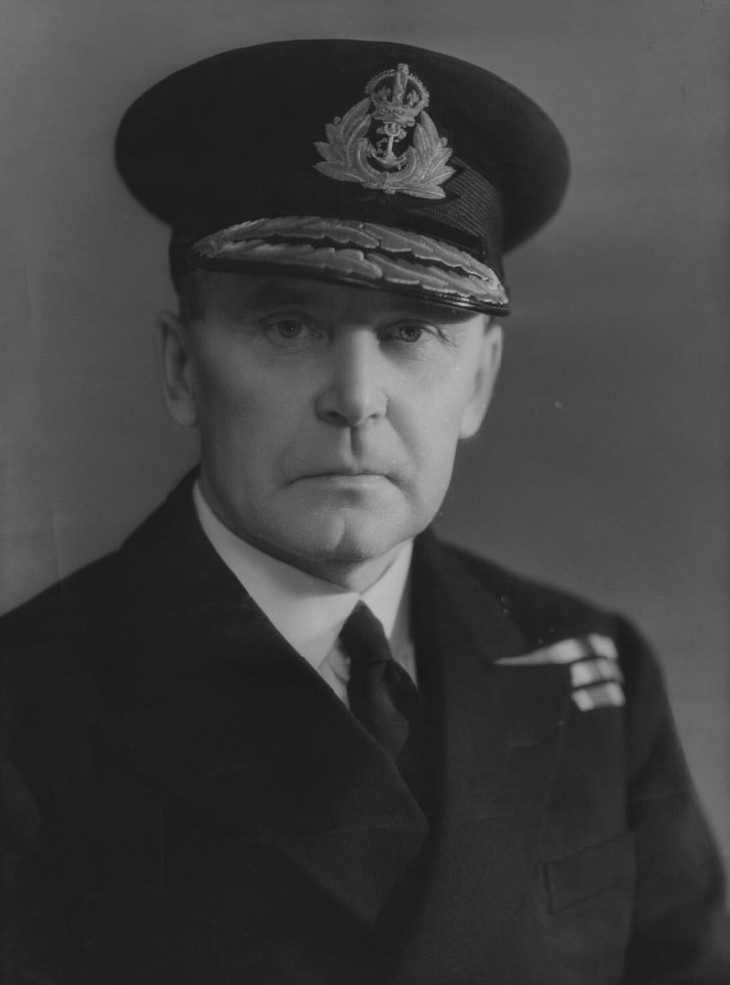
Tom Phillips, 1940

Sir Tom Spencer Vaughan Phillips KCB (* 19. Februar 1888 auf Pendennis Castle, Falmouth; † 10. Dezember 1941 bei Kuantan, Malaysia, Südchinesisches Meer) war ein britischer Admiral.

## Leben
Tom Phillips war ein Sohn des Artilleriehauptmanns (später Obersten) Thomas Vaughan Wynn Phillips und seiner Frau Louisa Mary Adeline de Horsey Phillips, einer Tochter des Admirals Sir Algernon de Horsey (1827–1922). Er kam im Jahre 1903 als Seekadett zur Royal Navy, wurde 1904 Midshipman, 1907, nachdem er alle Prüfungen mit Bestnote bestanden hatte, Sub-Lieutenant und im Juli 1908 Kapitänleutnant. Nachdem er im Ersten Weltkrieg als Navigator auf verschiedenen Kreuzern im Mittelmeer (Gallipoli) und im Fernen Osten Dienst getan hatte, besuchte er vom Juni 1919 an das Stabscollege, wo er ein Jahr später seinen Abschluss machte. Von 1920 bis 1922 war er Mitglied im stetigen Beraterstab für militärische Fragen beim Völkerbund in Genf und wurde im Juni 1921 zum Commander befördert. Anfang der 1930er Jahre diente Phillips, seit Juni 1927 Captain, bei der Admiralität.
Als Stabschef des Oberbefehlshabers des britischen Ostindiengeschwaders kam Tom Phillips 1932 nach Asien. Nach drei Jahren als Planungsdirektor bei der Admiralität wurde Phillips 1938, zunächst als Commodore, seit Januar 1939 als Konteradmiral, Befehlshaber der Zerstörer-Flottillen der britischen Home Fleet.
Zu Beginn des Zweiten Weltkriegs wurde er als Stellvertreter des Ersten Seelords Dudley Pound zum Stellvertretenden Chef des Admiralstabs der Marine (Vice Chief of Naval Staff, VCNS) und zum Lord Commissioner der Admiralität ernannt. Phillips galt als 'Gehirn' der Admiralität. Er gewann rasch das Vertrauen seiner Stabskollegen und auch das Churchills, der nach Kriegsausbruch Erster Lord der Admiralität geworden war, obwohl er mit diesem viele Kontroversen hatte, die schließlich im März 1941 zum Bruch mit Churchill führten. Auf Churchills Vorschlag wurde er am 7. Februar 1940 zum temporären Vizeadmiral ernannt.
Im Mai 1941 erhielt er das zu der Zeit gerade vakante Oberkommando über die gerade entstehende Eastern Fleet, deren Aufstellung er selber mit Nachdruck befürwortet hatte. Seine Ernennung zum Flottenkommandeur stieß v. a. bei dienstälteren Admiralen auf Missbilligung, denn Phillips fehlte als 'Schreibtisch-Admiral' die seemännische Erfahrung. Phillips blieb zunächst noch als VCNS in London, wo er am 1. Juli 1941 als Knight Commander des Order of the Bath geadelt wurde, und begab sich im Oktober 1941 – zum temporären Admiral befördert – mit seinem Flaggschiff, der Prince of Wales, nach Singapur, wo er am 2. Dezember eintraf.
Phillips, der „Westentaschen-Napoleon“ (Adm. James Somerville), wurde ein Opfer seiner eigenen, immer wieder vehement vorgebrachten Überzeugung, dass „Bomber keine ernstzunehmenden Gegner für ein Schlachtschiff“ seien. Zwar wurde seine kleine Flotte durch das brandneue Großkampfschiff Prince of Wales und den modernisierten Schlachtkreuzer Repulse aufgewertet, aber ihr fehlte die dringend notwendige Luftunterstützung. Der zur Verstärkung der Eastern Fleet vorgesehene Flugzeugträger Indomitable war wegen einer Havarie noch nicht zu dem Verband gestoßen und die Verfügbarkeit des kleinen landgestützten Flugzeuggeschwaders auf Malaya war unsicher. Am 8. Dezember – dem Tag des Angriffs auf Pearl Harbor (dort wegen der Datumsgrenze noch der 7. Dezember) – begannen die Japaner ohne förmliche Kriegserklärung mit einem amphibischen Angriff auf Malaya und Phillips stand vor dem Dilemma tatenlos zuzusehen, wie die Japaner 400 Seemeilen entfernt britisches Gebiet angriffen, oder anzugreifen. Er entschied sich noch am selben Abend für das letztere, auch weil er wegen des bedeckten Himmels nicht mit japanischer Luftaufklärung rechnete. Phillips ging auch davon aus, dass die japanischen Flugzeuge nicht so weit von ihren Flughäfen entfernt würden operieren können. Außerdem war bis zu diesem Zeitpunkt noch kein Schiff, das größer als ein Schwerer Kreuzer war, auf offener See von Flugzeugen versenkt worden.
Er stach mit einer kleinen Eingreifflotte, der Force Z, bestehend aus vier Zerstörern, der Prince of Wales und der Repulse, in See, um die Nachschublinien der japanischen Flotte abzuschneiden. Einen Plan, sechs britische Flugzeuge während des Tages als Luftschutz über Force Z fliegen zu lassen, lehnte er ab. Die RAAF-Staffel Nr. 453, die Force Z Luftschutz gewähren sollte, wurde nicht über die Position der Schiffe informiert. Auf dem Rückweg nach Singapur erhielt er die, wie sich später herausstellte, falsche Nachricht, dass die Japaner 140 Seemeilen nördlich von Singapur bei Kuantan landen würden; Phillips ließ darauf sofort den Kurs dorthin ändern. Nachdem dort jedoch keine Schiffe entdeckt worden waren, lief der Verband wieder zurück Richtung Singapur. Als der Himmel am nächsten Tag aufklarte, wurde die Force Z durch ein japanisches U-Boot und Flugzeuge ausgemacht. Phillips brach daraufhin das Unternehmen ab, da der Überraschungseffekt nicht mehr gegeben war. Phillips forderte immer noch keine Luftunterstützung an. Am Vormittag des 10. Dezember 1941 griffen die Bomber und Torpedoflugzeuge eines japanischen Luftgeschwaders in einer perfekt koordinierten Attacke in sieben Wellen an. Erst eine Stunde nach Beginn des japanischen Angriffs forderte der Kommandant der Repulse per Funk Luftschutz an. Die Repulse sank um 12:33 Uhr und die Prince of Wales um 13:20 Uhr. Die der Force Z zugewiesene Luftunterstützung, 10 Brewster F2A-Jäger der RAAF-Staffel Nr. 453, trafen erst um 13:18 Uhr über dem Kampfgebiet ein, als die Prince of Wales bereits sank.
Die Zerstörer konnten nach dem Rückzug der Japaner 2.081 der 2.921 Besatzungsmitglieder retten. Unter den 327 Toten der Prince of Wales befanden sich auch ihr Kapitän, John Catterall Leach, und Admiral Sir Tom Phillips.
Eine Gedenktafel für Phillips und weitere ums Leben gekommene Besatzungsmitglieder befindet sich in der St. Andrew’s Cathedral in Singapur.